# Olympia (Paris)

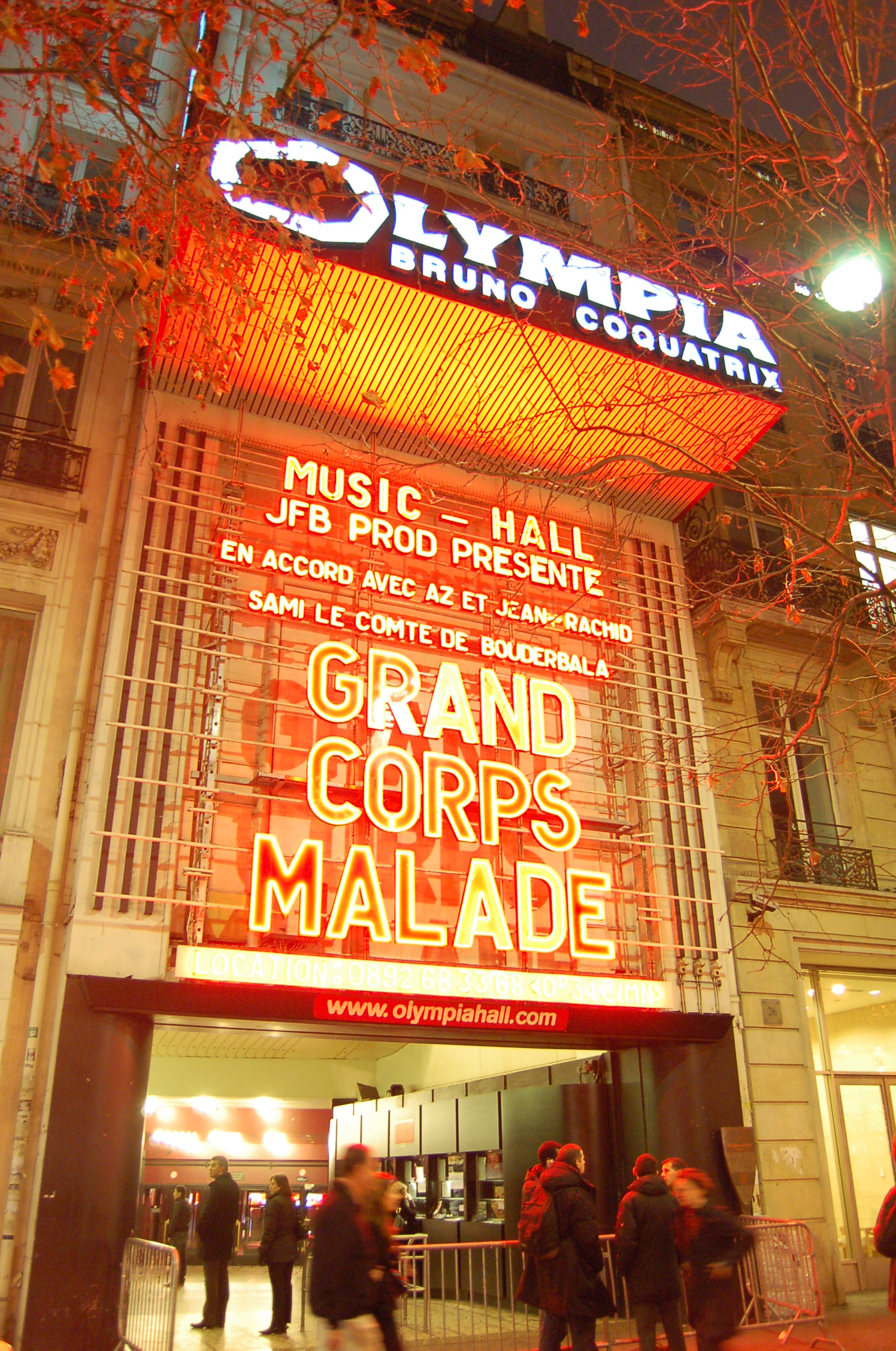
Die Fassade des Olympia bei Nacht

Das Olympia ist eine Music Hall am Boulevard des Capucines im 9. Arrondissement von Paris. Vor allem ab 1954 gaben hier viele Weltstars Gastspiele. Der Auftritt im Olympia galt als ein Höhepunkt in der Karriere eines Künstlers.

## Das erste Olympia
1888 von Joseph Oller (dem späteren Gründer des Moulin Rouge) errichtet, ist das Olympia die älteste noch existierende Music Hall von Paris. Der Konzertsaal wurde am 12. April 1889 unter dem Namen Montagnes Russes (Achterbahn) eröffnet, aber bald in Olympia umbenannt. Der Schriftzug prangt heute in großen weißen Buchstaben auf rotem Grund über dem Eingang an der Fassade von 1893.
Von der größten französischen Diva der Epoche, der Sängerin und Tänzerin La Goulue, am 12. April 1893 eingeweiht, empfing das Olympia bald die größten französischen Künstler der damaligen Zeit, wie Mistinguett, Marie Dubas, Fréhel, Joséphine Baker, Damia und Yvonne Printemps.
Neben Musik und Gesang fanden eine große Anzahl weiterer Veranstaltungen statt, Zirkusse traten auf, Ballette und Operetten wurden hier inszeniert. Als jedoch die Zeit der großen Stars vorüber war, wurde der Saal 1929 in ein profitables Kino umgewandelt.

## Das Olympia von Bruno Coquatrix
1952 übernahm Bruno Coquatrix das Olympia und stellte es als Veranstaltungsort wieder her. Der große Saal wurde im Februar 1954 wieder eingeweiht, nachdem er 25 Jahre lang ungenutzt geblieben war. Bei dieser Gelegenheit gab Gilbert Bécaud als Vorkünstler für Lucienne Delyle seine erste Vorstellung. In der Folgezeit traten hier viele berühmte Weltstars auf.
Vierzig Jahre später war das Gebäude vom Abriss bedroht. An seiner Stelle sollte ein Parkhaus entstehen, doch im Januar 1993 erklärte der französische Kulturminister Jack Lang das Olympia zum Nationalen Kulturerbe. In der Folge wurden in zweijähriger Bautätigkeit die Fassade und das prunkvolle rote Interieur restauriert. Es hat ein Fassungsvermögen von etwa 2.000 Sitzplätzen bzw. 2.800 Stehplätze.

## Erste Adresse für Konzertveranstaltungen

Plakat mit der Ankündigung des französischen Sängers Enrico Macias und der brasilianische Sängerin Elis Regina im Olympia 1968

Unter den französischen und belgischen Künstlern, die in diesem Saal Konzerte gaben, waren Charles Aznavour, Adamo, Barbara, Gilbert Bécaud, Lucienne Boyer, Jacques Brel, Georges Brassens, Marcel Dadi, Dalida, Michel Delpech, Jacques Dutronc, Léo Ferré, Claude François, France Gall, Garou, Juliette Gréco, Johnny Hallyday, Françoise Hardy, Patricia Kaas, Helmut Lotti, Enrico Macias, Mireille Mathieu, Georges Moustaki, Édith Piaf, Axelle Red, Renaud, Tino Rossi, Jean Sablon, Émilie Simon, Alan Stivell, Anne Sylvestre, Charles Trenet, Sylvie Vartan und Grégory Lemarchal. Auch franko-kanadische Sänger traten im Olympia auf, darunter Robert Charlebois, Céline Dion, Daniel Lavoie und Roch Voisine, ebenso wie Sänger und Musiker aus dem Maghreb und der arabischen Welt, etwa Oum Kalthoum, Fairuz und Ragheb Alama.
Weitere Stars aus den angelsächsischen und anderen Ländern, einige aus Deutschland, traten hier ebenfalls auf, darunter Louis Armstrong, Joan Baez, The Beatles, David Bowie, James Brown, Jeff Buckley, Ray Charles, Petula Clark, Alice Cooper, Oliver Dragojević, Bob Dylan, Maria Farantouri, Lola Flores, Connie Francis, Dave Gahan, Judy Garland, David Gilmour, Bill Haley, Jimi Hendrix, Julio Iglesias, Lili Ivanova, Mahalia Jackson, Quincy Jones, Janis Joplin, Lokua Kanza, Tereza Kesovija, Diana Krall, Michel Legrand, Madonna, Mary Roos, Frédérik Mey (Reinhard Mey), Mika, Van Morrison, Nana Mouskouri, Olivera Katarina, Roy Orbison, Luciano Pavarotti, Raphael, Otis Redding, Amália Rodrigues, The Rolling Stones, Scorpions, Frank Sinatra, Mikis Theodorakis, Caterina Valente, Atahualpa Yupanqui und Herman van Veen.

## Besondere Auftritte
Die Geschichte Édith Piafs ist mit der des Olympias eng verknüpft. Sie erlangte ab Januar 1955 durch ihre regelmäßigen Auftritte bis Oktober 1962 Weltruhm, insbesondere ihre dreimonatige Konzertreihe im Jahre 1958 blieb in Erinnerung. Von fünf ihrer dortigen Auftritte gibt es Live-Mitschnitte. Zwei Monate, bevor sie an Krebs starb, gab sie eines ihrer denkwürdigsten Konzerte, bei dem sie sich vor Schmerzen nur mühsam aufrecht halten konnte.
Auch Jacques Brels Abschied von der Bühne wird allgemein mit seinem letzten Auftritt im Olympia im Oktober 1966 in Verbindung gebracht. Das Konzert war die Premiere seiner Abschiedstournee, die am 16. Mai 1967 in Roubaix endete.
Im Oktober 1955 gab Sidney Bechet ein Gratiskonzert im Olympia; Anlass war seine einmillionste verkaufte Platte auf dem Vogue-Label, wofür er eine Goldene Schallplatte erhielt. 5000 Fans wollten das Konzert besuchen, aber nur rund die Hälfte fand Einlass. Der Saal wurde von den enttäuschten Fans demoliert, es gab zehn Verletzte und Schäden in Höhe von rund zwei Millionen (alten) Francs. Das Ereignis ging als Le soir où l’on cassa l’Olympia („Der Abend, an dem das Olympia zertrümmert wurde“) in die Geschichte ein.
Am 9. November 1989, dem Abend des Mauerfalls in Berlin, trat die deutsche Punk-Band Die Toten Hosen im Olympia auf. Als die Band nach dem Auftritt davon erfuhr, fuhr sie direkt von Paris nach Berlin, um dort mit den Menschen den Fall der Mauer in den Straßen zu feiern.
Als erste Militärmusikformation gab die Kapelle der Légion étrangère im Juni 2023 unter Mitwirkung der Sängerin Nathalie Lermitte zwei karitative Konzerte im Olympia.

## Video
- Documentaire 52': Si l'Olympia m'etait Conte